# カリーム・ハーン
カリーム・ハーン・ザンド (ペルシア語: کریم خان زند、ラテン文字:Karim Khan Zand、1705年頃 – 1779年) は、ザンド朝の創始者である。
長年にわたる戦争で崩壊寸前であったペルシアを再統一し、統治期間中に臣民や国の復興に力を注いだことから「大王」と称される。
今日においてはイランの歴史上有数の統治者と評価されており、物語や様々な逸話において思いやりのある統治者であったと描かれることが多い。

## 生涯
マラーイェル付近のピールーズという村でラク族の一派ザンド族の一員として生まれた。アブドゥル・ラフマーン・ガーセムルーのようなクルド人の愛国主義者はカリーム・ハーンをクルド人の英雄であると考えており、現代ではWadie Jwaidehのように彼の「クルド人としての側面」に注目する学者もいる。

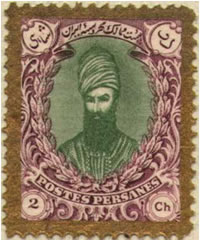
イランの郵便切手に描かれているカリーム・ハーン

カリーム・ハーン・ザンドはナーディル・シャーの将軍の一人だった。ナーディル・シャーが1747年に没すると、ペルシアは内戦状態に入った。当時、カリーム・ハーン、アブル・ファトフ・ハーン、アリー・ムラード・ハーンは国を3分割することで合意し、イスマーイール3世を名目上の王として擁立した。しかし、アリー・ムラード・ハーンがエスファハーンに侵入してアブル・ファトフ・ハーンを討ち取ったことで同盟は解消された。その後、カリーム・ハーンはアリー・ムラード・ハーンを討ち取り、ナーディル・シャーの孫シャー・ルフの統治権を認めた大ホラーサーンを除くイラン全土を支配下に置いた。その偉大な功績から、「大王」と称された。しかし、彼はシャーや王といった称号を名乗ることはなく、代わりにワキーレ・ラウアーヤー (Wakil e-Ra'aayaa、人民の代表）と名乗った。
カリームが統治者であった期間、ペルシアは40年間の戦争による荒廃から復興を遂げた。カリームは戦争で荒廃した国に平和と安全をもたらし、租税軽減や貿易振興など国内産業の整備などを行い国の繁栄をもたらした。
カリームが統治している期間におけるイギリスとの関係は修復に向かい、イギリス東インド会社に対しイラン南部における交易所の開設を認めた。カリームはシーラーズを首都と定め、シーラーズに様々な建築物の建築を命じた。しかし、カリーム・ハーンの死後は再度内戦が勃発し、彼の子孫は彼が成したような安定した統治を行うことはできなかった。ザンド朝最後の君主ルトフ・アリー・ハーンはアーガー・モハンマド・シャーによって殺されザンド朝は滅亡、ガージャール朝が国を治めることとなった。シーラーズ・パールス博物館の敷地内に埋葬されている。